# Почтовый тракт

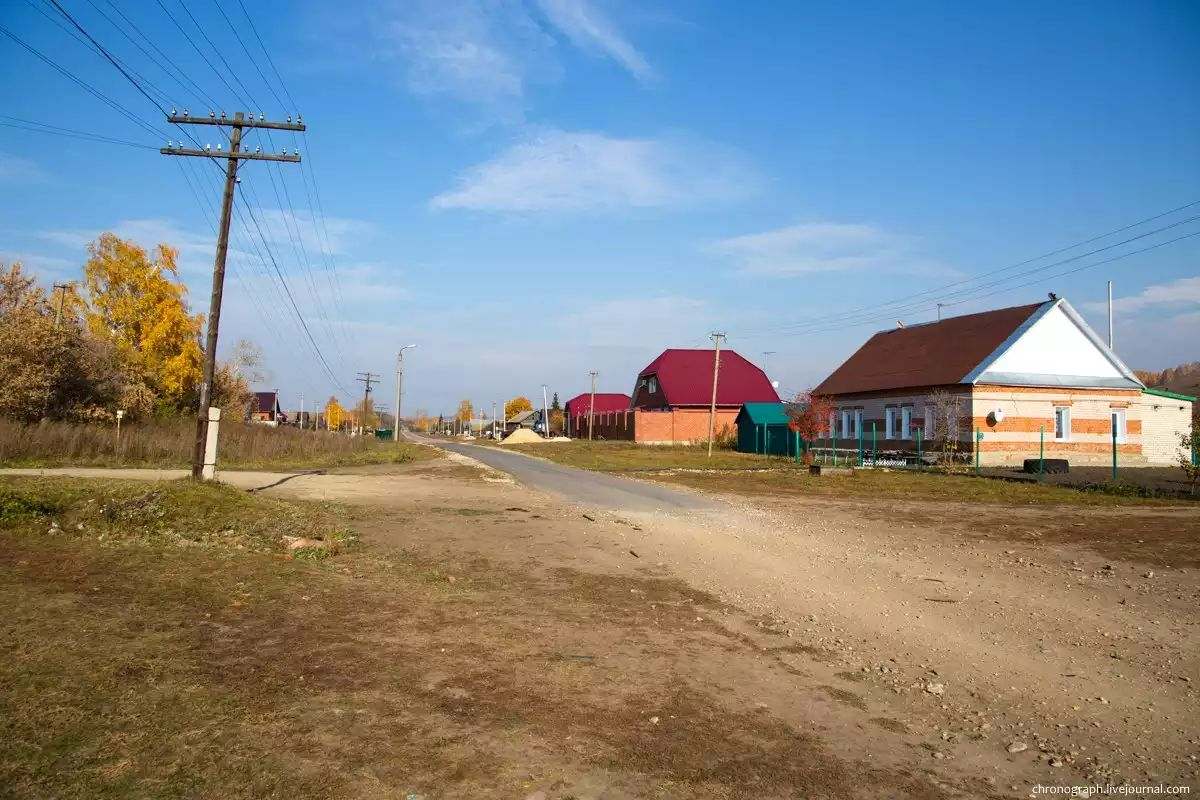
Бывший почтовый тракт Сызрань — Симбирск, ныне улица села Троицкое (Сызранский район Самарской области)

Почто́вый тракт — в России с XVIII века название дороги, по которой осуществлялась перевозка почтовых отправлений.
Тракт (лат) большая дорога, торный, езжалый путь, дорога почтовая, установленная. А царская почтовая дорога от столицы персидских царей Суз до Сард в Малой Азии имела протяжение около 3 400 километров. Также на Руси (в России) столбовая, почтовая, большая дорога имела название Ясачная дорога, Почтову́ха (ж. сев.). 

## Описание
В отношении почтовых трактов действовал особый режим регулирования:
- их обязаны были поддерживать в хорошем состоянии, чтобы по тракту можно было передвигаться в любое время года;
- почтовые тракты измерялись;
- на почтовых трактах устанавливались специальные верстовые столбы, по которым можно было отмерять пройденный путь.

## Галерея

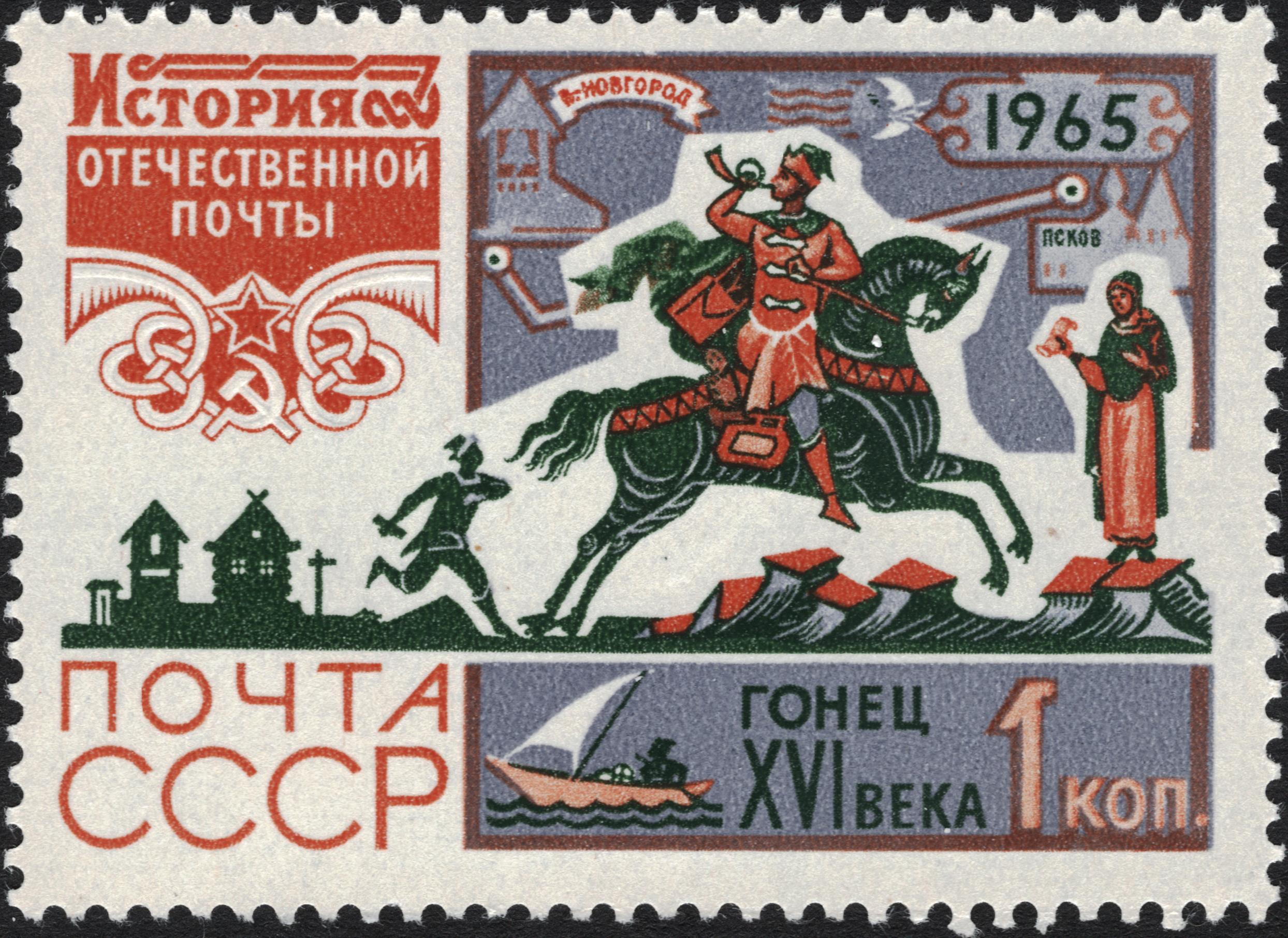
Почтовая марка 1965 года. Схема торгового тракта вольных городов Великий Новгород — Псков.
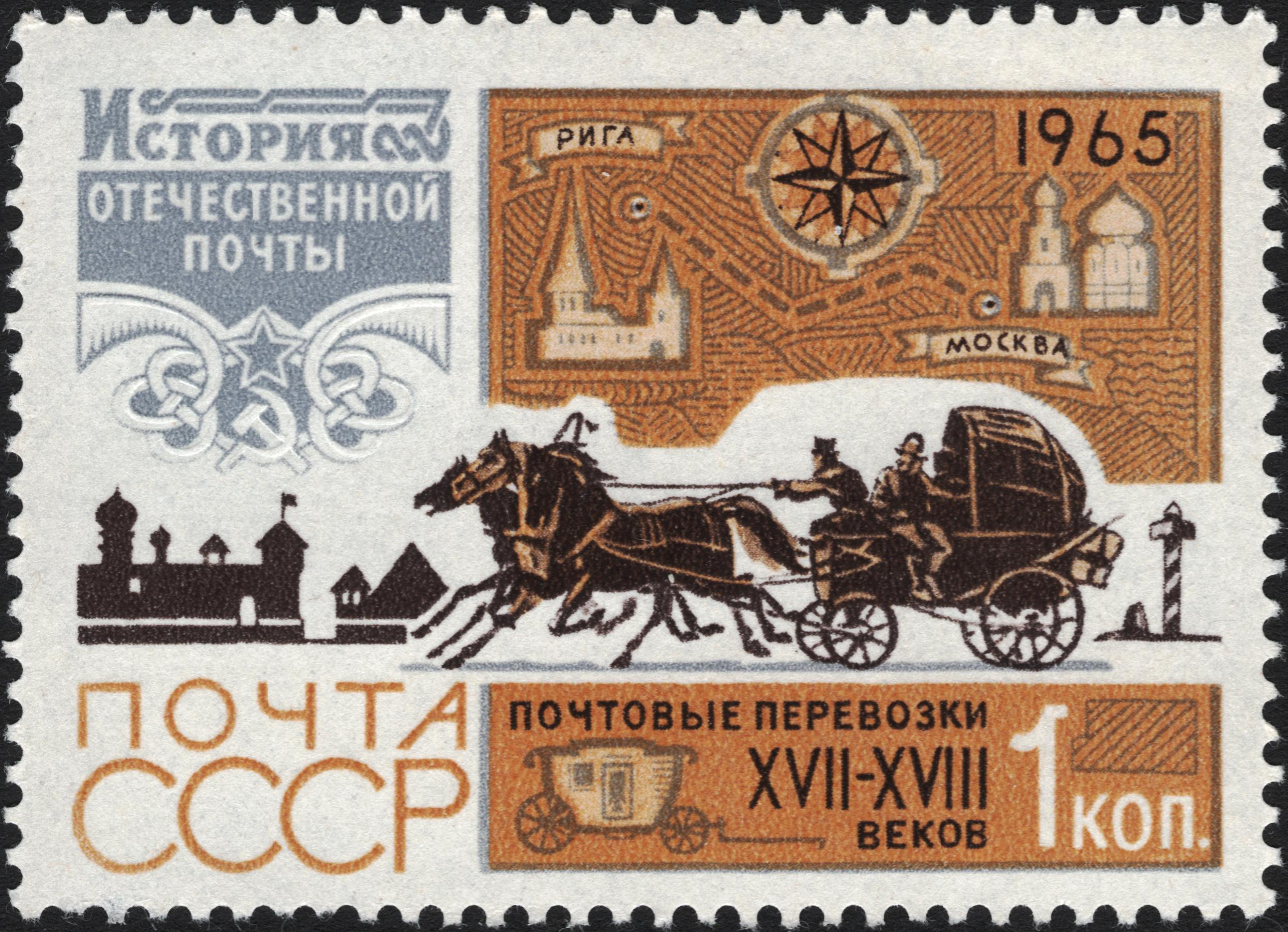
Почтовая марка 1965 года. Первый государственный почтовый тракт Москва — Рига.
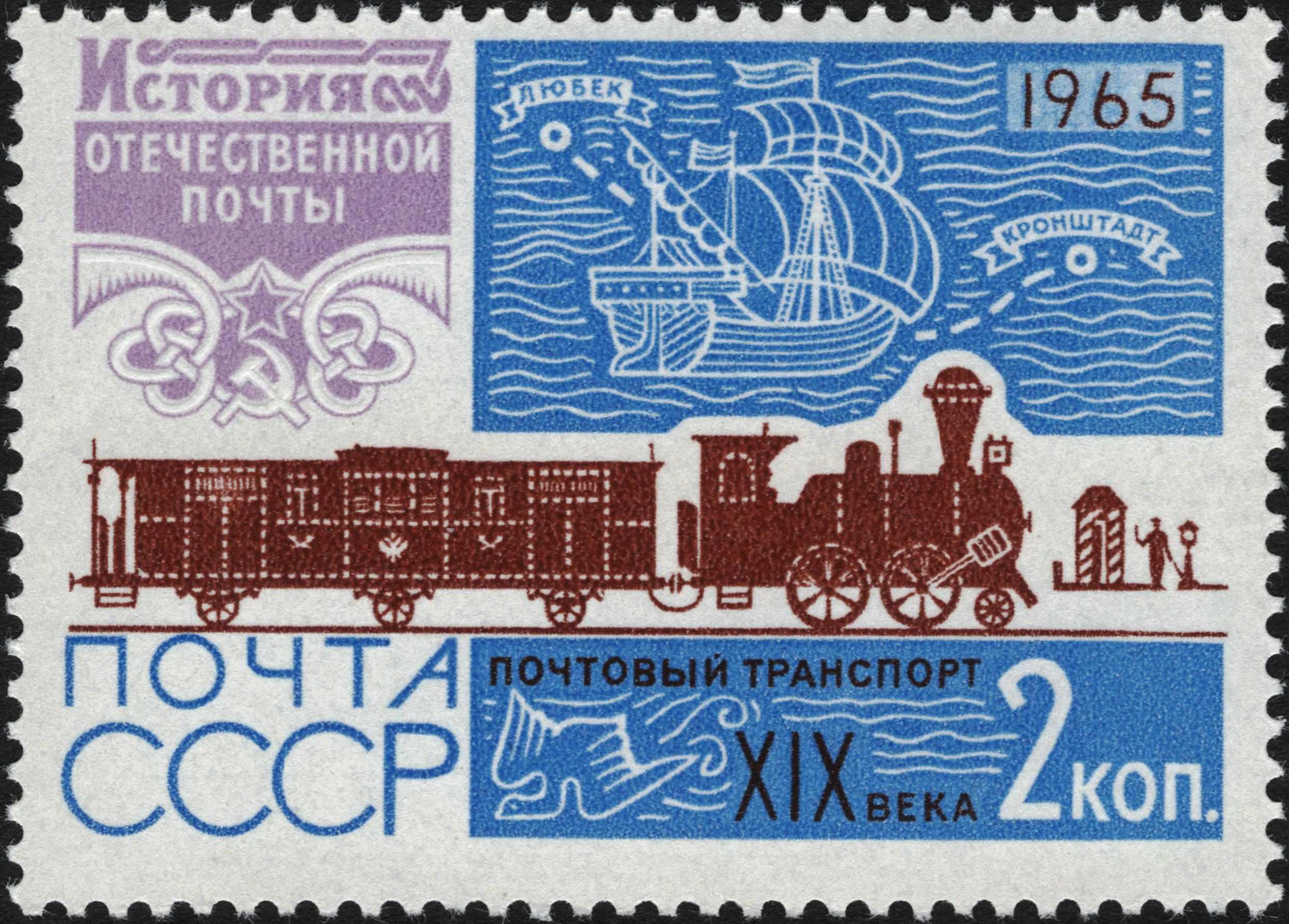
Почтовая марка 1965 года. Морская трасса Кронштадт — Любек.
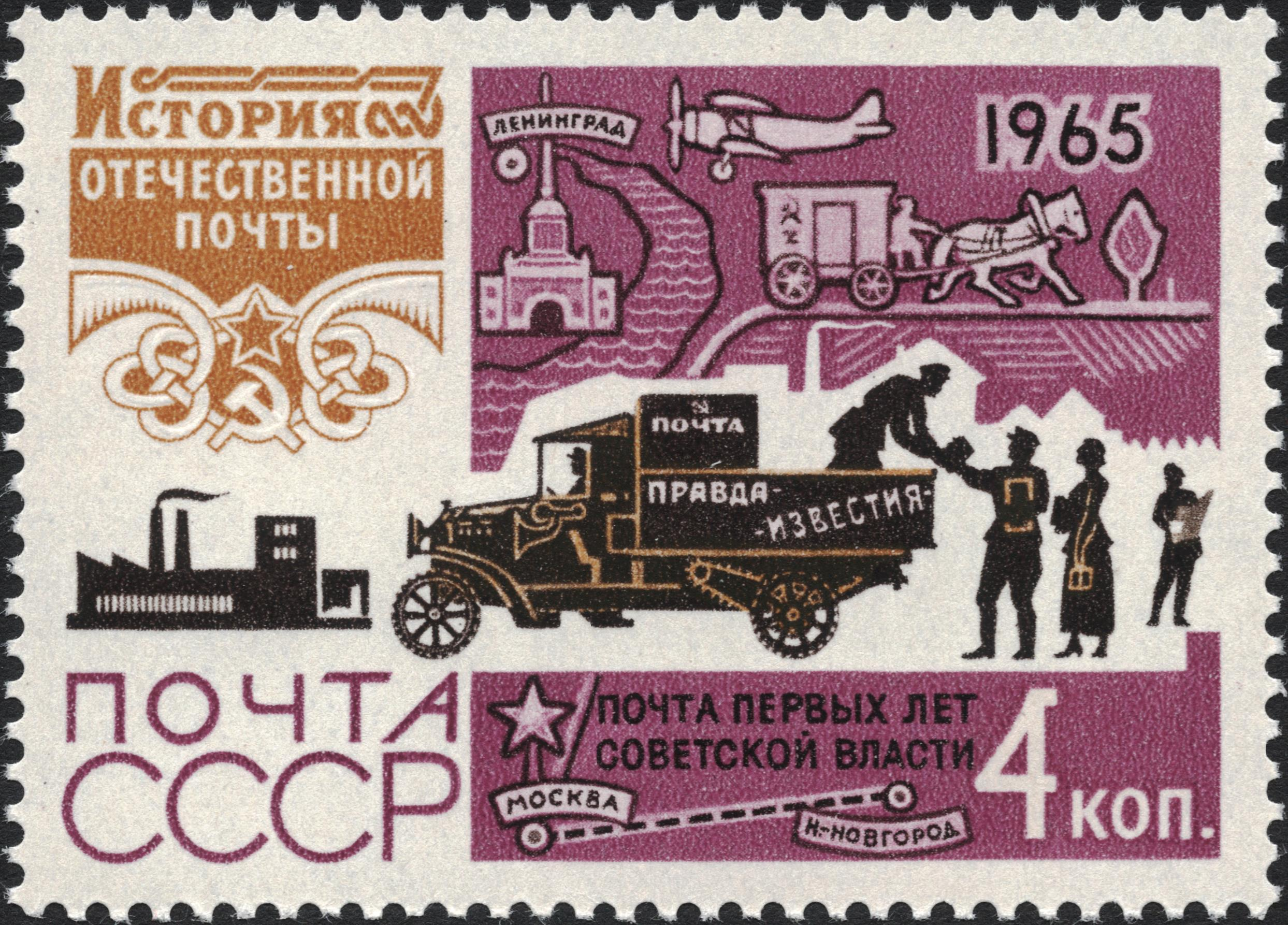
Почтовая марка 1965 года. Схемы трасс Москва — Ленинград и Москва — Нижний Новгород.
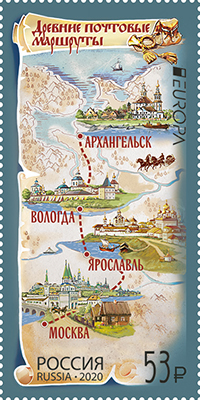
Почтовая марка 2020 года. Холмогорский почтовый тракт.